# Argous
L'Argous est une rivière française qui coule dans le département de l'Aveyron, en région Occitanie. C'est un affluent de l'Alzou en rive droite, donc un sous-affluent de la Garonne par l'Aveyron puis par le Tarn. 

## Géographie
De 12,3 km de longueur, l'Argous prend sa source sur la commune de Saint-Igest et se jette dans l'Alzou sur la commune de Villefranche-de-Rouergue.

## Départements et communes traversées
- Aveyron : Saint-Igest, Villeneuve, Villefranche-de-Rouergue, Saint-Rémy

## Principaux affluents
- Le Merdarie 4,7 km